# Зайцева Людмила Василівна
Зайцева Людмила Василівна (рос. Зайцева Людмила Васильевна, нар. 21 листопада 1946, хутір Восточний, Усть-Лабінський район, Краснодарський край, РРФСР, СРСР) — радянська і російська акторка кіно. Заслужена артистка РРФСР (1980). Лауреатка Державної премії СРСР (1983). Народна артистка РРФСР (1989).

## Життєпис
Народилася 1946 р. на хуторі Восточному Усть-Лабінського району Краснодарського краю.
У 1965—1966 рр. — акторка допоміжного складу Рязанського ТЮГу.
У 1970 році закінчила Театральне училище ім. Б. Щукіна.
З 1976 — акторка Театру-студії кіноактора.
Популярна акторка 1970—80-х років, дебютувала на початку 70-х низкою яскравих головних ролей та ролей другого плану. Зіграла близько 70 ролей в фільмах і серіалах. Втілює на екрані героїнь ліричного і характерного плану. Найбільш відомі ролі в картинах «…А зорі тут тихі» (1972), «Здрастуй і прощай» (1972), «Строгови» (1976, Анна Строгова), «За сімейними обставинами» (1977), «Говорить Москва» (1985), «Маленька Віра» (1988) та ін.
Знялася в ряді українських картин, що принесли їй також успіх: «Друге дихання» (1971), «Втеча з в'язниці» (1977), «Дощ у чужому місті» (1979), «Загублені в пісках» (1984).

### Родина
- Чоловік: Воронін Геннадій Анатолійович (1946—2011) — радянський кіноактор, кінорежисер і сценарист.
  - Дочка: Вороніна Василиса Геннадіївна (нар. 1982), акторка.

## Фестивалі та премії
- 1977 — Лауреатка Всесоюзного кінофестивалю у номінації «Премії за акторську роботу»
- 1983 — Державна премія СРСР — за роль роль Марії Попової у фільмі «Свята дитинства»
- 1986 — Лауреатка срібної медалі імені О. Довженка — за участь у фільмі «Говорить Москва»

## Фільмографія
- «Друге дихання» (1971, Тетяна, дочка Федора Шостенко, начальниця цеху; реж. І. Шмарук, кіностудія ім. О. Довженка)
- «…А зорі тут тихі» (1972, Кир'янова, старша сержантка, помкомвзводу; реж. С. Ростоцький)
- «Пічки-лавочки» (1972, Людмила, сестра Івана Расторгуєва; реж. В. Шукшин)
- «Здрастуй і прощай» (1972, Олександра Тимофіївна Ярмолюк (Шурка); реж. В. Мельников)
- «За власним бажанням» (1973, дружина доцента)
- «Злива» (1974, Павла)
- «Москва, кохання моє» (1974, медсестра; реж. О. Мітта, Кендзі Йосіда)
- «Ксенія, кохана дружина Федора» (1974, Валентина; реж. В. Мельников)
- «Кадкіна всякий знає» (1976, Пелагея Кадкіна)
- «Строгови» (1976, Анна Строгова; реж. В. Венгеров)
- «Недільна ніч» (1976, Зубрич Ніна Антонівна, суддя)
- «Двадцять днів без війни» (1976, Лідія Андріївна, акторка, яка грає снайперку; реж. О. Герман)
- «Борги наші» (1977, Тоня, касирка в ресторані)
- «За сімейними обставинами» (1977, «обмінювальниця» з хворим чоловіком; реж. О. Корєнєв)
- «Журавель в небі...» (1977, Ліза, колишня дружина Андрія Заболотного)
- «Втеча з в'язниці» (1977, Капітоліна, дружина Баумана; реж. Р. Василевський, Одеська кіностудія)
- «Проводи» (1978, Лідія Горчакова, давня любов Старосельського)
- «У день свята» (1978, Зінаїда, перукарка; реж П. Тодоровський)
- «Дощ у чужому місті» (1979, Кіра Андріївна; реж. В. Горпенко, М. Резнікович, кіностудія ім. О. Довженка)
- «По сліду володаря» (1979, Тетяна)
- «Розповідь невідомої людини» (1980, Поліна, покоївка; реж. В. Жалакявічус)
- «Хочу, щоб він прийшов» (1981, мати Вітьки)
- «Свята дитинства» (1981, Марія Сергіївна Попова)
- «Транзит» (1982, Клавдія, медпрацівниця)
- «Зупинився поїзд» (1982, Тимоніна, вдова машиніста; реж. В. Абдрашитов)
- «Казка про Зоряного хлопчика» (1983, селянка)
- «Ураган приходить несподівано» (1983, Березіна)
- «Дорівнює чотирьом Франціям» (1983, фільм-спектакль, Ломова)
- «Загублені в пісках» (1984, Господиня; реж. М. Ільїнський, кіностудія ім. О. Довженка)
- «Лев Толстой» (1984, епізод)
- «Я за тебе відповідаю» (1984, Анна Антонова)
- «Говорить Москва» (1985, Любов Борисова)
- «Заповіт» (1985, Серафима Євгенівна)
- «Місто наречених» (1985, Катерина Сергіївна Одинцова, голова парткому комбінату)
- «Маленька Віра» (1988, мати Віри; реж. В. Пічул)
- «Швидкий поїзд» (1988, Віра Василівна)
- «Сукині діти» (1990, Анна Кузьмівна з міськкому; реж. Л. Філатов)
- «Летючий голландець» (1990, Марсівна, Ялтинська кіностудія)
- «Хлопчики» (1990, Агафія)
- «Мрії ідіота» (1993, голова виконкому; реж. В. Пічул)
- «Маестро з ниточкою» (1993, Нюра)
- «Кодекс мовчання 2: Попер чорної риби» (1994)
- «Царевич Олексій» (1997, цариця Євдокія Лопухіна; реж. В. Мельников)
- «На зорі туманної юності» (1997, Пелагея Іванівна Кольцова)
- «Таємниці палацових переворотів» (2000—2008, Катерина Іванівна, герцогиня Мекленбург-Шверинська; реж. С. Дружиніна)
- «Соломія» (2001, т/с, Текле Семенівна Захолустьева)
- «На півшляху до Парижа» (2001, Пелагея; реж. Я. Лапшин)
- «Сель» (2003, привітна господиня будинку)
- «Оперативний псевдонім» (2003, Марія Петрівна)
- «Даша Васильєва. Любителька приватного розшуку» (2004, сезон 2, епізод «Дружина мого чоловіка»)
- «Червона площа» (2004, т/с, Віра Петрівна Цвігун, вдова Семена Цвігуна)
- «Там, де закінчується дитинство» (2005)
- «Угон» (2006)
- «Зимовий вітер» (2006)
- «Агітбригада „Бий ворога!“» (2007, Устина Гаврилівна; реж. В. Мельников)
- «Подзвони в мої двері» (2008, мати Павла)
- «Російська жертва» (2008, документальний)
- «Знахар» (2008, т/с, матінка Меланія)
- «Мій осінній блюз» (2008, Галя, помічниця Антоніни Сергіївни)
- «Ласкавий травень» (2009, бабуся Андрія Разіна)
- «На дотик» (2010, бабуся)
- «Пришелепкувата»/рос. Чокнутая (2011, т/с, Олена Ігорівна, мати Каті)
- «Тихий Дон» (2015, т/с, Василіса Іллівна Мелехова, мати Григорія)
- «Вісім намистин на тонкій ниточці» (2017, Марфа Степанівна) та ін.